# Albertas Šimėnas
Albertas Šimėnas (ur. 17 lutego 1950 we wsi Papiliai w rejonie onikszyńskim) – litewski polityk, ekonomista i matematyk, w styczniu 1991 przez kilka dni premier Litwy, w latach 1991–1992 minister gospodarki.

## Życiorys
Ukończył w 1967 szkołę średnią w Traszkunach, a w 1972 studia ekonomiczno-matematyczne na Uniwersytecie Wileńskim. W 1981 uzyskał stopień kandydata nauk ekonomicznych.
W latach 1972–1984 pracował w Instytucie Naukowo-Badawczym Ekonomiki i Planowania Gospodarki Narodowej Państwowego Komitetu Planowania Litewskiej SRR. Następnie do 1989 był wykładowcą w Wileńskim Instytucie Inżynierii Budownictwa. W 1989 został starszym pracownikiem naukowym instytutu ekonomii Litewskiej Akademii Nauk.
24 lutego 1990 wybrano go na deputowanego Rady Najwyższej Litewskiej SRR. Należał do sygnatariuszy Aktu Przywrócenia Państwa Litewskiego z 11 marca 1990.
10 stycznia 1991 po wymuszonej wzrostem cen dymisji rządu Kazimiry Prunskienė został premierem. Albertas Šimėnas zniknął jednak, gdy wojska rosyjskie wkroczyły do Wilna, otaczając część budynków administracji państwowej. W tej sytuacji Sejm 13 stycznia 1991 powierzył misję sformowania rządu Gediminasowi Vagnoriusowi. Albertas Šimėnas powrócił następnego dnia, nie kwestionował utraty stanowiska, a w nowym gabinecie od maja 1991 do grudnia 1992 zajmował urząd ministra gospodarki.
Po zakończeniu kadencji parlamentu od 1992 do 1996 pełnił funkcję zastępcy dyrektora w instytucie naukowym zajmującym się ekonomią i prywatyzacją. W 1994 powrócił do działalności politycznej, przystępując do Litewskiej Partii Chrześcijańskich Demokratów, z ramienia której dwa lata później uzyskał ponownie mandat posła na Sejm. W latach 1996–2000 pełnił funkcję przewodniczącego sejmowej komisji gospodarki, a w latach 1997–2000 wiceprzewodniczącego komisji ds. europejskich.
Bez powodzenia kandydował w wyborach parlamentarnych w 2000 i do Parlamentu Europejskiego w 2004. Wycofał się ponownie z bieżącej polityki, obejmując kierownicze stanowiska w kolejach litewskich Lietuvos geležinkeliai, gdzie od 2000 był dyrektorem ds. rozwoju, a w 2007 objął funkcję wicedyrektora generalnego. Pozostał jednocześnie członkiem chadeków, po zjednoczeniu w 2008 przystąpił do Związku Ojczyzny, z ramienia którego w tym samym roku bezskutecznie startował w wyborach parlamentarnych.